# آرثر مور
آرثر مور هو سياسي كندي، ولد في 12 فبراير 1882، وتوفي في 4 أكتوبر 1950.